# Wimbledon – Spiel, Satz und … Liebe
Wimbledon – Spiel, Satz und … Liebe ist eine romantische Filmkomödie von Richard Loncraine aus dem Jahr 2004.

## Handlung
Der Brite Peter Colt, der es zu Beginn seiner Karriere bis auf Platz 11 der Tennisweltrangliste schaffte, ist mittlerweile in den Dreißigern und auf Position 119 abgerutscht. Er hat den Traum vom Leben als erfolgreicher Star aufgegeben und nimmt einen Job als Trainer für reiche Damen an. Bevor er den Job antritt, erhält Peter noch einmal eine Wildcard für die Wimbledon-Meisterschaften und damit eine Chance, noch einen ehrenvollen Abgang hinzulegen.
Lizzie Bradbury dagegen ist ein aufsteigender Tennisstar aus den USA. Sie ist für ihr gutes Spiel, aber auch für ihr hitziges Temperament bekannt. Dies ist ihr erstes Wimbledon-Turnier. Ihr großer Wunsch ist es, zu gewinnen und die erfolgreichste Spielerin der Welt zu werden. Ihr Trainer, ihr Vater Dennis Bradbury, lebt für den Erfolg seiner Tochter. Lizzie lässt sich durch nichts von diesem Ziel ablenken und auch Liebesgeschichten kommen nicht in Frage.
Peter begegnet Lizzie, beide beginnen eine Affäre und Peter gewinnt seine Form zurück und beendet das erste Spiel erfolgreich. Die Presse schürt die Hoffnung, dass ein Brite nach langer Zeit das Finale von Wimbledon erreichen könne, aber Peter hat mit Liebesproblemen und einer Rückenverletzung zu kämpfen.
Lizzie ihrerseits versucht die Balance zwischen Liebe und Tennis zu finden. Der Liebe der beiden kann dann eigentlich nichts mehr im Wege stehen. Für Lizzie aber ist es nicht so leicht, den Spagat zwischen Peter und dem Tennis zu schaffen und sich einzugestehen, dass aus der Affäre schon längst mehr geworden ist. Sie verliert ihr Halbfinale, während Peter das seine gewinnt. Noch auf dem Heimweg in die USA sieht Lizzie Peter im TV und beschließt umzukehren. Mit ihr auf der Zuschauertribüne gewinnt er das Finale und tritt anschließend vom aktiven Sport zurück. Lizzie gewinnt später die U.S. Open und zweimal Wimbledon. In der Schlussszene sieht man die beiden offensichtlich glücklich Verheirateten auf einer eher unglamourösen öffentlichen Spielfläche mitten in Manhattan, wo sie ihren Kindern spielerisch die Grundzüge des Tennissports vermitteln.

## Kritik
Lexikon des internationalen Films: Die im Grunde sympathische romantische Komödie leidet unter den Bezügen zur „realen“ Tenniswelt sowie unglaubwürdigen sportlichen Darbietungen.

## Nominierungen
- Empire Award: Bester britischer Schauspieler 2005: Paul Bettany

## Sonstiges
Produktionsnotizen:
- Generell hatte die Filmcrew uneingeschränkten Zutritt zu den zweiwöchigen Wimbledon Championships 2003, die auch im Fernsehen übertragen werden. Nur die Umkleidekabine musste nachgebaut werden.
- Die Dreharbeiten auf der Tennisanlage in Wimbledon dauerten sieben Wochen. Die Plätze Center, Eins und Zwei wurden hauptsächlich benutzt, die Plätze Sieben, Acht und Neun nur für eine kleine Anzahl von Aufnahmen.
- Einige Teile vom Finale im Film wurden 2003 vor dem Spiel zwischen Tim Henman (GRB) und Michaël Llodra (FRA) auf dem Center Court in Wimbledon gedreht. Zuschauerreaktionen wurden während echten Matches aufgefangen und in den Film eingefügt.
- Bei den Spielszenen zum Finale gibt es einen Fehler: Im Tiebreak des vierten Satzes schlägt Colt beim Stand von 5:5 zu einem wichtigen Punkt auf, den er dann verliert und sich somit einem Matchball gegenübersieht. Tatsächlich hätte, folgt man der logischen Reihenfolge der Aufschläge entsprechend dem Spielstand und dem Spielverlauf, eigentlich Hammond Aufschlag haben müssen, da Colt den Satz und damit auch den Tiebreak begonnen haben muss.
- Film-Ballwechsel wurden teilweise ohne Ball gedreht. Nachträglich wurde ein Ball per CGI in den Film eingefügt.
- Es war das erste und bisher das einzige Mal, dass der heilige Platz für einen Filmdreh freigegeben wurde.
- Um authentisch zu wirken, mussten die Schauspieler Paul Bettany, Kirsten Dunst und Austin Nichols ein 4-monatiges Training absolvieren und all ihre Spiel-Szenen selbst spielen.
- Alle Wimbledon-Matches im Film haben ein kleineres Spielfeld, um mehr Dynamik zeigen zu können.
- Pat Cash wurde als Tennis Consultant (Berater) und Tennis Choreograph engagiert.[4]
- Die Spielreporter waren allesamt Tennisprofis, wie z. B. John McEnroe, Chris Evert, Mary Carillo und John Barrett.
- Für die Rolle des Peter Colt war ursprünglich Hugh Grant vorgesehen.
- Es gab zeitweilig das Gerücht, Reese Witherspoon werde die Rolle der Lizzie Bradbury spielen.
- Der Film ist Mark McCormack gewidmet.[5]
- Auf dem Flughafen kann Lizzie via Fernsehen sehen wie Peter interviewt wird. Hier kann man nur das US-amerikanische NBC-Logo erkennen. Tatsächlich berichtet aber nur die englische BBC in Großbritannien von Wimbledon.

Die Premiere fand am 13. September 2004 im Samuel Goldwyn Theater in Beverly Hills statt.